# أحمد بن حمد آل ثاني
أحمد بن حمد بن علي آل ثاني (8 يوليو 1978-)، مقدم قطري من العائلة الحاكمة ونائب رئيس الاتحاد الرياضي القطري للشرطة، والرئيس الفخري ل نادي الاهلي القطري، ورياضي ورجل أعمال. كان عضوًا في الاتحاد القطري لكرة القدم (2018-2022).

## حياته
متزوج ولديه خمسة أبناء، درس في مدرسة جاسم بن حمد الثانوية وتخرج منها عام 1997. حصل على بكالوريوس في الاقتصاد من جامعة قطر عام 2002. كما حصل على ماجستير في إدارة الأعمال من الأكاديمية العربية للعلوم والتكنولوجيا والنقل البحري - مصر عام 2010. انتُخب بالتزكية رئيسًا لنادي الأهلي، وهو الآن نائب رئيس الاتحاد الرياضي القطري للشرطة والرئيس الفخري لنادي الأهلي.
كان رئيسًا رئيسا لجهاز كرة القدم في نادي الأهلي بين عامي 2004 -2008، ثم أصبح رئيسًا لنادي الأهلي بين عامي 2008 لغاية عام 2020، وبعد عام 2020 أصبح الرئيس الفخري للنادي. كما كان نائبًا لرئيس الاتحاد القطري للدراجات. كما شغل منصب رئيس مجلس أندية كرة القدم القطرية بين عامي 2018 -2022.
وهو الآن نائب رئيس الاتحاد الرياضي القطري للشرطة، ورئيس مجلس إدارة مجموعة شركات A-Z، ونائب رئيس مجموعة فيستاس العالمية، وعضو لجنة الاتحادات في الاتحاد الآسيوي لكرة القدم، وعضو اللجنة المنظمة لكرة القدم ل دول مجلس التعاون الخليجي.

## شاهد ايضا
- نادي الاهلي القطري
- الاتحاد القطري لكرة القدم